# George Hume
George Hume (Leith, 16 dicembre 1862 – Edimburgo, 14 gennaio 1936) è stato un compositore di scacchi britannico.

## Biografia
Fece parte dell'associazione problemistica Good Companion e curò la pubblicazione di molti libri della "Christmas Series" di A.C. White. Scrisse lui stesso il n. 31 della serie, Changing Fashions (Stroud, 1925), una raccolta di 150 suoi problemi.
Insieme a White scrisse Flights of Fancy in the Chess World (1919) e The Good Companion Two-Mover (1922).
Compose oltre 300 problemi, diretti, inversi e di retroanalisi. I due mosse, di ottima qualità, sono per lo più del tipo a blocco completo. Nei tre mosse compose diversi task di allumwandlung.
Con la collaborazione di White raccolse una vasta collezione di problemi in due mosse, che usava principalmente per individuare eventuali problemi "anticipati".
Un tema del due mosse porta il suo nome: « I pezzi di una seminchiodatura schiodano due pezzi bianchi, che mattano sfruttando l'inchiodatura del pezzo nero rimasto inchiodato ».

## Alcuni suoi problemi
|   | a | b | c | d | e | f | g | h |   |
| 8 | d8 torre del bianco · a7 alfiere del bianco · b7 alfiere del bianco · c7 pedone del nero · e6 pedone del nero · f6 pedone del nero · h6 cavallo del bianco · e5 re del nero · f5 cavallo del bianco · h5 pedone del nero · g4 alfiere del nero · h4 torre del bianco · f3 cavallo del nero · g3 re del bianco | d8 torre del bianco · a7 alfiere del bianco · b7 alfiere del bianco · c7 pedone del nero · e6 pedone del nero · f6 pedone del nero · h6 cavallo del bianco · e5 re del nero · f5 cavallo del bianco · h5 pedone del nero · g4 alfiere del nero · h4 torre del bianco · f3 cavallo del nero · g3 re del bianco | d8 torre del bianco · a7 alfiere del bianco · b7 alfiere del bianco · c7 pedone del nero · e6 pedone del nero · f6 pedone del nero · h6 cavallo del bianco · e5 re del nero · f5 cavallo del bianco · h5 pedone del nero · g4 alfiere del nero · h4 torre del bianco · f3 cavallo del nero · g3 re del bianco | d8 torre del bianco · a7 alfiere del bianco · b7 alfiere del bianco · c7 pedone del nero · e6 pedone del nero · f6 pedone del nero · h6 cavallo del bianco · e5 re del nero · f5 cavallo del bianco · h5 pedone del nero · g4 alfiere del nero · h4 torre del bianco · f3 cavallo del nero · g3 re del bianco | d8 torre del bianco · a7 alfiere del bianco · b7 alfiere del bianco · c7 pedone del nero · e6 pedone del nero · f6 pedone del nero · h6 cavallo del bianco · e5 re del nero · f5 cavallo del bianco · h5 pedone del nero · g4 alfiere del nero · h4 torre del bianco · f3 cavallo del nero · g3 re del bianco | d8 torre del bianco · a7 alfiere del bianco · b7 alfiere del bianco · c7 pedone del nero · e6 pedone del nero · f6 pedone del nero · h6 cavallo del bianco · e5 re del nero · f5 cavallo del bianco · h5 pedone del nero · g4 alfiere del nero · h4 torre del bianco · f3 cavallo del nero · g3 re del bianco | d8 torre del bianco · a7 alfiere del bianco · b7 alfiere del bianco · c7 pedone del nero · e6 pedone del nero · f6 pedone del nero · h6 cavallo del bianco · e5 re del nero · f5 cavallo del bianco · h5 pedone del nero · g4 alfiere del nero · h4 torre del bianco · f3 cavallo del nero · g3 re del bianco | d8 torre del bianco · a7 alfiere del bianco · b7 alfiere del bianco · c7 pedone del nero · e6 pedone del nero · f6 pedone del nero · h6 cavallo del bianco · e5 re del nero · f5 cavallo del bianco · h5 pedone del nero · g4 alfiere del nero · h4 torre del bianco · f3 cavallo del nero · g3 re del bianco | 8 |
| 7 | d8 torre del bianco · a7 alfiere del bianco · b7 alfiere del bianco · c7 pedone del nero · e6 pedone del nero · f6 pedone del nero · h6 cavallo del bianco · e5 re del nero · f5 cavallo del bianco · h5 pedone del nero · g4 alfiere del nero · h4 torre del bianco · f3 cavallo del nero · g3 re del bianco | d8 torre del bianco · a7 alfiere del bianco · b7 alfiere del bianco · c7 pedone del nero · e6 pedone del nero · f6 pedone del nero · h6 cavallo del bianco · e5 re del nero · f5 cavallo del bianco · h5 pedone del nero · g4 alfiere del nero · h4 torre del bianco · f3 cavallo del nero · g3 re del bianco | d8 torre del bianco · a7 alfiere del bianco · b7 alfiere del bianco · c7 pedone del nero · e6 pedone del nero · f6 pedone del nero · h6 cavallo del bianco · e5 re del nero · f5 cavallo del bianco · h5 pedone del nero · g4 alfiere del nero · h4 torre del bianco · f3 cavallo del nero · g3 re del bianco | d8 torre del bianco · a7 alfiere del bianco · b7 alfiere del bianco · c7 pedone del nero · e6 pedone del nero · f6 pedone del nero · h6 cavallo del bianco · e5 re del nero · f5 cavallo del bianco · h5 pedone del nero · g4 alfiere del nero · h4 torre del bianco · f3 cavallo del nero · g3 re del bianco | d8 torre del bianco · a7 alfiere del bianco · b7 alfiere del bianco · c7 pedone del nero · e6 pedone del nero · f6 pedone del nero · h6 cavallo del bianco · e5 re del nero · f5 cavallo del bianco · h5 pedone del nero · g4 alfiere del nero · h4 torre del bianco · f3 cavallo del nero · g3 re del bianco | d8 torre del bianco · a7 alfiere del bianco · b7 alfiere del bianco · c7 pedone del nero · e6 pedone del nero · f6 pedone del nero · h6 cavallo del bianco · e5 re del nero · f5 cavallo del bianco · h5 pedone del nero · g4 alfiere del nero · h4 torre del bianco · f3 cavallo del nero · g3 re del bianco | d8 torre del bianco · a7 alfiere del bianco · b7 alfiere del bianco · c7 pedone del nero · e6 pedone del nero · f6 pedone del nero · h6 cavallo del bianco · e5 re del nero · f5 cavallo del bianco · h5 pedone del nero · g4 alfiere del nero · h4 torre del bianco · f3 cavallo del nero · g3 re del bianco | d8 torre del bianco · a7 alfiere del bianco · b7 alfiere del bianco · c7 pedone del nero · e6 pedone del nero · f6 pedone del nero · h6 cavallo del bianco · e5 re del nero · f5 cavallo del bianco · h5 pedone del nero · g4 alfiere del nero · h4 torre del bianco · f3 cavallo del nero · g3 re del bianco | 7 |
| 6 | d8 torre del bianco · a7 alfiere del bianco · b7 alfiere del bianco · c7 pedone del nero · e6 pedone del nero · f6 pedone del nero · h6 cavallo del bianco · e5 re del nero · f5 cavallo del bianco · h5 pedone del nero · g4 alfiere del nero · h4 torre del bianco · f3 cavallo del nero · g3 re del bianco | d8 torre del bianco · a7 alfiere del bianco · b7 alfiere del bianco · c7 pedone del nero · e6 pedone del nero · f6 pedone del nero · h6 cavallo del bianco · e5 re del nero · f5 cavallo del bianco · h5 pedone del nero · g4 alfiere del nero · h4 torre del bianco · f3 cavallo del nero · g3 re del bianco | d8 torre del bianco · a7 alfiere del bianco · b7 alfiere del bianco · c7 pedone del nero · e6 pedone del nero · f6 pedone del nero · h6 cavallo del bianco · e5 re del nero · f5 cavallo del bianco · h5 pedone del nero · g4 alfiere del nero · h4 torre del bianco · f3 cavallo del nero · g3 re del bianco | d8 torre del bianco · a7 alfiere del bianco · b7 alfiere del bianco · c7 pedone del nero · e6 pedone del nero · f6 pedone del nero · h6 cavallo del bianco · e5 re del nero · f5 cavallo del bianco · h5 pedone del nero · g4 alfiere del nero · h4 torre del bianco · f3 cavallo del nero · g3 re del bianco | d8 torre del bianco · a7 alfiere del bianco · b7 alfiere del bianco · c7 pedone del nero · e6 pedone del nero · f6 pedone del nero · h6 cavallo del bianco · e5 re del nero · f5 cavallo del bianco · h5 pedone del nero · g4 alfiere del nero · h4 torre del bianco · f3 cavallo del nero · g3 re del bianco | d8 torre del bianco · a7 alfiere del bianco · b7 alfiere del bianco · c7 pedone del nero · e6 pedone del nero · f6 pedone del nero · h6 cavallo del bianco · e5 re del nero · f5 cavallo del bianco · h5 pedone del nero · g4 alfiere del nero · h4 torre del bianco · f3 cavallo del nero · g3 re del bianco | d8 torre del bianco · a7 alfiere del bianco · b7 alfiere del bianco · c7 pedone del nero · e6 pedone del nero · f6 pedone del nero · h6 cavallo del bianco · e5 re del nero · f5 cavallo del bianco · h5 pedone del nero · g4 alfiere del nero · h4 torre del bianco · f3 cavallo del nero · g3 re del bianco | d8 torre del bianco · a7 alfiere del bianco · b7 alfiere del bianco · c7 pedone del nero · e6 pedone del nero · f6 pedone del nero · h6 cavallo del bianco · e5 re del nero · f5 cavallo del bianco · h5 pedone del nero · g4 alfiere del nero · h4 torre del bianco · f3 cavallo del nero · g3 re del bianco | 6 |
| 5 | d8 torre del bianco · a7 alfiere del bianco · b7 alfiere del bianco · c7 pedone del nero · e6 pedone del nero · f6 pedone del nero · h6 cavallo del bianco · e5 re del nero · f5 cavallo del bianco · h5 pedone del nero · g4 alfiere del nero · h4 torre del bianco · f3 cavallo del nero · g3 re del bianco | d8 torre del bianco · a7 alfiere del bianco · b7 alfiere del bianco · c7 pedone del nero · e6 pedone del nero · f6 pedone del nero · h6 cavallo del bianco · e5 re del nero · f5 cavallo del bianco · h5 pedone del nero · g4 alfiere del nero · h4 torre del bianco · f3 cavallo del nero · g3 re del bianco | d8 torre del bianco · a7 alfiere del bianco · b7 alfiere del bianco · c7 pedone del nero · e6 pedone del nero · f6 pedone del nero · h6 cavallo del bianco · e5 re del nero · f5 cavallo del bianco · h5 pedone del nero · g4 alfiere del nero · h4 torre del bianco · f3 cavallo del nero · g3 re del bianco | d8 torre del bianco · a7 alfiere del bianco · b7 alfiere del bianco · c7 pedone del nero · e6 pedone del nero · f6 pedone del nero · h6 cavallo del bianco · e5 re del nero · f5 cavallo del bianco · h5 pedone del nero · g4 alfiere del nero · h4 torre del bianco · f3 cavallo del nero · g3 re del bianco | d8 torre del bianco · a7 alfiere del bianco · b7 alfiere del bianco · c7 pedone del nero · e6 pedone del nero · f6 pedone del nero · h6 cavallo del bianco · e5 re del nero · f5 cavallo del bianco · h5 pedone del nero · g4 alfiere del nero · h4 torre del bianco · f3 cavallo del nero · g3 re del bianco | d8 torre del bianco · a7 alfiere del bianco · b7 alfiere del bianco · c7 pedone del nero · e6 pedone del nero · f6 pedone del nero · h6 cavallo del bianco · e5 re del nero · f5 cavallo del bianco · h5 pedone del nero · g4 alfiere del nero · h4 torre del bianco · f3 cavallo del nero · g3 re del bianco | d8 torre del bianco · a7 alfiere del bianco · b7 alfiere del bianco · c7 pedone del nero · e6 pedone del nero · f6 pedone del nero · h6 cavallo del bianco · e5 re del nero · f5 cavallo del bianco · h5 pedone del nero · g4 alfiere del nero · h4 torre del bianco · f3 cavallo del nero · g3 re del bianco | d8 torre del bianco · a7 alfiere del bianco · b7 alfiere del bianco · c7 pedone del nero · e6 pedone del nero · f6 pedone del nero · h6 cavallo del bianco · e5 re del nero · f5 cavallo del bianco · h5 pedone del nero · g4 alfiere del nero · h4 torre del bianco · f3 cavallo del nero · g3 re del bianco | 5 |
| 4 | d8 torre del bianco · a7 alfiere del bianco · b7 alfiere del bianco · c7 pedone del nero · e6 pedone del nero · f6 pedone del nero · h6 cavallo del bianco · e5 re del nero · f5 cavallo del bianco · h5 pedone del nero · g4 alfiere del nero · h4 torre del bianco · f3 cavallo del nero · g3 re del bianco | d8 torre del bianco · a7 alfiere del bianco · b7 alfiere del bianco · c7 pedone del nero · e6 pedone del nero · f6 pedone del nero · h6 cavallo del bianco · e5 re del nero · f5 cavallo del bianco · h5 pedone del nero · g4 alfiere del nero · h4 torre del bianco · f3 cavallo del nero · g3 re del bianco | d8 torre del bianco · a7 alfiere del bianco · b7 alfiere del bianco · c7 pedone del nero · e6 pedone del nero · f6 pedone del nero · h6 cavallo del bianco · e5 re del nero · f5 cavallo del bianco · h5 pedone del nero · g4 alfiere del nero · h4 torre del bianco · f3 cavallo del nero · g3 re del bianco | d8 torre del bianco · a7 alfiere del bianco · b7 alfiere del bianco · c7 pedone del nero · e6 pedone del nero · f6 pedone del nero · h6 cavallo del bianco · e5 re del nero · f5 cavallo del bianco · h5 pedone del nero · g4 alfiere del nero · h4 torre del bianco · f3 cavallo del nero · g3 re del bianco | d8 torre del bianco · a7 alfiere del bianco · b7 alfiere del bianco · c7 pedone del nero · e6 pedone del nero · f6 pedone del nero · h6 cavallo del bianco · e5 re del nero · f5 cavallo del bianco · h5 pedone del nero · g4 alfiere del nero · h4 torre del bianco · f3 cavallo del nero · g3 re del bianco | d8 torre del bianco · a7 alfiere del bianco · b7 alfiere del bianco · c7 pedone del nero · e6 pedone del nero · f6 pedone del nero · h6 cavallo del bianco · e5 re del nero · f5 cavallo del bianco · h5 pedone del nero · g4 alfiere del nero · h4 torre del bianco · f3 cavallo del nero · g3 re del bianco | d8 torre del bianco · a7 alfiere del bianco · b7 alfiere del bianco · c7 pedone del nero · e6 pedone del nero · f6 pedone del nero · h6 cavallo del bianco · e5 re del nero · f5 cavallo del bianco · h5 pedone del nero · g4 alfiere del nero · h4 torre del bianco · f3 cavallo del nero · g3 re del bianco | d8 torre del bianco · a7 alfiere del bianco · b7 alfiere del bianco · c7 pedone del nero · e6 pedone del nero · f6 pedone del nero · h6 cavallo del bianco · e5 re del nero · f5 cavallo del bianco · h5 pedone del nero · g4 alfiere del nero · h4 torre del bianco · f3 cavallo del nero · g3 re del bianco | 4 |
| 3 | d8 torre del bianco · a7 alfiere del bianco · b7 alfiere del bianco · c7 pedone del nero · e6 pedone del nero · f6 pedone del nero · h6 cavallo del bianco · e5 re del nero · f5 cavallo del bianco · h5 pedone del nero · g4 alfiere del nero · h4 torre del bianco · f3 cavallo del nero · g3 re del bianco | d8 torre del bianco · a7 alfiere del bianco · b7 alfiere del bianco · c7 pedone del nero · e6 pedone del nero · f6 pedone del nero · h6 cavallo del bianco · e5 re del nero · f5 cavallo del bianco · h5 pedone del nero · g4 alfiere del nero · h4 torre del bianco · f3 cavallo del nero · g3 re del bianco | d8 torre del bianco · a7 alfiere del bianco · b7 alfiere del bianco · c7 pedone del nero · e6 pedone del nero · f6 pedone del nero · h6 cavallo del bianco · e5 re del nero · f5 cavallo del bianco · h5 pedone del nero · g4 alfiere del nero · h4 torre del bianco · f3 cavallo del nero · g3 re del bianco | d8 torre del bianco · a7 alfiere del bianco · b7 alfiere del bianco · c7 pedone del nero · e6 pedone del nero · f6 pedone del nero · h6 cavallo del bianco · e5 re del nero · f5 cavallo del bianco · h5 pedone del nero · g4 alfiere del nero · h4 torre del bianco · f3 cavallo del nero · g3 re del bianco | d8 torre del bianco · a7 alfiere del bianco · b7 alfiere del bianco · c7 pedone del nero · e6 pedone del nero · f6 pedone del nero · h6 cavallo del bianco · e5 re del nero · f5 cavallo del bianco · h5 pedone del nero · g4 alfiere del nero · h4 torre del bianco · f3 cavallo del nero · g3 re del bianco | d8 torre del bianco · a7 alfiere del bianco · b7 alfiere del bianco · c7 pedone del nero · e6 pedone del nero · f6 pedone del nero · h6 cavallo del bianco · e5 re del nero · f5 cavallo del bianco · h5 pedone del nero · g4 alfiere del nero · h4 torre del bianco · f3 cavallo del nero · g3 re del bianco | d8 torre del bianco · a7 alfiere del bianco · b7 alfiere del bianco · c7 pedone del nero · e6 pedone del nero · f6 pedone del nero · h6 cavallo del bianco · e5 re del nero · f5 cavallo del bianco · h5 pedone del nero · g4 alfiere del nero · h4 torre del bianco · f3 cavallo del nero · g3 re del bianco | d8 torre del bianco · a7 alfiere del bianco · b7 alfiere del bianco · c7 pedone del nero · e6 pedone del nero · f6 pedone del nero · h6 cavallo del bianco · e5 re del nero · f5 cavallo del bianco · h5 pedone del nero · g4 alfiere del nero · h4 torre del bianco · f3 cavallo del nero · g3 re del bianco | 3 |
| 2 | d8 torre del bianco · a7 alfiere del bianco · b7 alfiere del bianco · c7 pedone del nero · e6 pedone del nero · f6 pedone del nero · h6 cavallo del bianco · e5 re del nero · f5 cavallo del bianco · h5 pedone del nero · g4 alfiere del nero · h4 torre del bianco · f3 cavallo del nero · g3 re del bianco | d8 torre del bianco · a7 alfiere del bianco · b7 alfiere del bianco · c7 pedone del nero · e6 pedone del nero · f6 pedone del nero · h6 cavallo del bianco · e5 re del nero · f5 cavallo del bianco · h5 pedone del nero · g4 alfiere del nero · h4 torre del bianco · f3 cavallo del nero · g3 re del bianco | d8 torre del bianco · a7 alfiere del bianco · b7 alfiere del bianco · c7 pedone del nero · e6 pedone del nero · f6 pedone del nero · h6 cavallo del bianco · e5 re del nero · f5 cavallo del bianco · h5 pedone del nero · g4 alfiere del nero · h4 torre del bianco · f3 cavallo del nero · g3 re del bianco | d8 torre del bianco · a7 alfiere del bianco · b7 alfiere del bianco · c7 pedone del nero · e6 pedone del nero · f6 pedone del nero · h6 cavallo del bianco · e5 re del nero · f5 cavallo del bianco · h5 pedone del nero · g4 alfiere del nero · h4 torre del bianco · f3 cavallo del nero · g3 re del bianco | d8 torre del bianco · a7 alfiere del bianco · b7 alfiere del bianco · c7 pedone del nero · e6 pedone del nero · f6 pedone del nero · h6 cavallo del bianco · e5 re del nero · f5 cavallo del bianco · h5 pedone del nero · g4 alfiere del nero · h4 torre del bianco · f3 cavallo del nero · g3 re del bianco | d8 torre del bianco · a7 alfiere del bianco · b7 alfiere del bianco · c7 pedone del nero · e6 pedone del nero · f6 pedone del nero · h6 cavallo del bianco · e5 re del nero · f5 cavallo del bianco · h5 pedone del nero · g4 alfiere del nero · h4 torre del bianco · f3 cavallo del nero · g3 re del bianco | d8 torre del bianco · a7 alfiere del bianco · b7 alfiere del bianco · c7 pedone del nero · e6 pedone del nero · f6 pedone del nero · h6 cavallo del bianco · e5 re del nero · f5 cavallo del bianco · h5 pedone del nero · g4 alfiere del nero · h4 torre del bianco · f3 cavallo del nero · g3 re del bianco | d8 torre del bianco · a7 alfiere del bianco · b7 alfiere del bianco · c7 pedone del nero · e6 pedone del nero · f6 pedone del nero · h6 cavallo del bianco · e5 re del nero · f5 cavallo del bianco · h5 pedone del nero · g4 alfiere del nero · h4 torre del bianco · f3 cavallo del nero · g3 re del bianco | 2 |
| 1 | d8 torre del bianco · a7 alfiere del bianco · b7 alfiere del bianco · c7 pedone del nero · e6 pedone del nero · f6 pedone del nero · h6 cavallo del bianco · e5 re del nero · f5 cavallo del bianco · h5 pedone del nero · g4 alfiere del nero · h4 torre del bianco · f3 cavallo del nero · g3 re del bianco | d8 torre del bianco · a7 alfiere del bianco · b7 alfiere del bianco · c7 pedone del nero · e6 pedone del nero · f6 pedone del nero · h6 cavallo del bianco · e5 re del nero · f5 cavallo del bianco · h5 pedone del nero · g4 alfiere del nero · h4 torre del bianco · f3 cavallo del nero · g3 re del bianco | d8 torre del bianco · a7 alfiere del bianco · b7 alfiere del bianco · c7 pedone del nero · e6 pedone del nero · f6 pedone del nero · h6 cavallo del bianco · e5 re del nero · f5 cavallo del bianco · h5 pedone del nero · g4 alfiere del nero · h4 torre del bianco · f3 cavallo del nero · g3 re del bianco | d8 torre del bianco · a7 alfiere del bianco · b7 alfiere del bianco · c7 pedone del nero · e6 pedone del nero · f6 pedone del nero · h6 cavallo del bianco · e5 re del nero · f5 cavallo del bianco · h5 pedone del nero · g4 alfiere del nero · h4 torre del bianco · f3 cavallo del nero · g3 re del bianco | d8 torre del bianco · a7 alfiere del bianco · b7 alfiere del bianco · c7 pedone del nero · e6 pedone del nero · f6 pedone del nero · h6 cavallo del bianco · e5 re del nero · f5 cavallo del bianco · h5 pedone del nero · g4 alfiere del nero · h4 torre del bianco · f3 cavallo del nero · g3 re del bianco | d8 torre del bianco · a7 alfiere del bianco · b7 alfiere del bianco · c7 pedone del nero · e6 pedone del nero · f6 pedone del nero · h6 cavallo del bianco · e5 re del nero · f5 cavallo del bianco · h5 pedone del nero · g4 alfiere del nero · h4 torre del bianco · f3 cavallo del nero · g3 re del bianco | d8 torre del bianco · a7 alfiere del bianco · b7 alfiere del bianco · c7 pedone del nero · e6 pedone del nero · f6 pedone del nero · h6 cavallo del bianco · e5 re del nero · f5 cavallo del bianco · h5 pedone del nero · g4 alfiere del nero · h4 torre del bianco · f3 cavallo del nero · g3 re del bianco | d8 torre del bianco · a7 alfiere del bianco · b7 alfiere del bianco · c7 pedone del nero · e6 pedone del nero · f6 pedone del nero · h6 cavallo del bianco · e5 re del nero · f5 cavallo del bianco · h5 pedone del nero · g4 alfiere del nero · h4 torre del bianco · f3 cavallo del nero · g3 re del bianco | 1 |
|   | a | b | c | d | e | f | g | h |   |

Soluzione:
Tentativi: 1. Te8?, 1... c6!

1. Ac6?, 1... exf5!

1. Th2?, 1... h4!

1. Axf3?, 1... exf5!

1. Ac5?, 1... c6!
Chiave: 1. Ad5 !  zugzwang

1... c6/c5 2. Ab8#

1... exd5 2. Te8#

1... exf5/Axf5 2. Cf7#

1... Ah3 2. Te4#

|   | a | b | c | d | e | f | g | h |   |
| 8 | h7 alfiere del nero · a6 re del bianco · a5 cavallo del nero · d5 pedone del nero · g5 donna del bianco · a4 pedone del nero · d4 cavallo del bianco · f4 pedone del nero · d3 re del nero · h3 pedone del nero · a2 alfiere del bianco · b2 alfiere del bianco · e2 torre del bianco · g2 pedone del nero · h2 alfiere del nero · h1 donna del nero | h7 alfiere del nero · a6 re del bianco · a5 cavallo del nero · d5 pedone del nero · g5 donna del bianco · a4 pedone del nero · d4 cavallo del bianco · f4 pedone del nero · d3 re del nero · h3 pedone del nero · a2 alfiere del bianco · b2 alfiere del bianco · e2 torre del bianco · g2 pedone del nero · h2 alfiere del nero · h1 donna del nero | h7 alfiere del nero · a6 re del bianco · a5 cavallo del nero · d5 pedone del nero · g5 donna del bianco · a4 pedone del nero · d4 cavallo del bianco · f4 pedone del nero · d3 re del nero · h3 pedone del nero · a2 alfiere del bianco · b2 alfiere del bianco · e2 torre del bianco · g2 pedone del nero · h2 alfiere del nero · h1 donna del nero | h7 alfiere del nero · a6 re del bianco · a5 cavallo del nero · d5 pedone del nero · g5 donna del bianco · a4 pedone del nero · d4 cavallo del bianco · f4 pedone del nero · d3 re del nero · h3 pedone del nero · a2 alfiere del bianco · b2 alfiere del bianco · e2 torre del bianco · g2 pedone del nero · h2 alfiere del nero · h1 donna del nero | h7 alfiere del nero · a6 re del bianco · a5 cavallo del nero · d5 pedone del nero · g5 donna del bianco · a4 pedone del nero · d4 cavallo del bianco · f4 pedone del nero · d3 re del nero · h3 pedone del nero · a2 alfiere del bianco · b2 alfiere del bianco · e2 torre del bianco · g2 pedone del nero · h2 alfiere del nero · h1 donna del nero | h7 alfiere del nero · a6 re del bianco · a5 cavallo del nero · d5 pedone del nero · g5 donna del bianco · a4 pedone del nero · d4 cavallo del bianco · f4 pedone del nero · d3 re del nero · h3 pedone del nero · a2 alfiere del bianco · b2 alfiere del bianco · e2 torre del bianco · g2 pedone del nero · h2 alfiere del nero · h1 donna del nero | h7 alfiere del nero · a6 re del bianco · a5 cavallo del nero · d5 pedone del nero · g5 donna del bianco · a4 pedone del nero · d4 cavallo del bianco · f4 pedone del nero · d3 re del nero · h3 pedone del nero · a2 alfiere del bianco · b2 alfiere del bianco · e2 torre del bianco · g2 pedone del nero · h2 alfiere del nero · h1 donna del nero | h7 alfiere del nero · a6 re del bianco · a5 cavallo del nero · d5 pedone del nero · g5 donna del bianco · a4 pedone del nero · d4 cavallo del bianco · f4 pedone del nero · d3 re del nero · h3 pedone del nero · a2 alfiere del bianco · b2 alfiere del bianco · e2 torre del bianco · g2 pedone del nero · h2 alfiere del nero · h1 donna del nero | 8 |
| 7 | h7 alfiere del nero · a6 re del bianco · a5 cavallo del nero · d5 pedone del nero · g5 donna del bianco · a4 pedone del nero · d4 cavallo del bianco · f4 pedone del nero · d3 re del nero · h3 pedone del nero · a2 alfiere del bianco · b2 alfiere del bianco · e2 torre del bianco · g2 pedone del nero · h2 alfiere del nero · h1 donna del nero | h7 alfiere del nero · a6 re del bianco · a5 cavallo del nero · d5 pedone del nero · g5 donna del bianco · a4 pedone del nero · d4 cavallo del bianco · f4 pedone del nero · d3 re del nero · h3 pedone del nero · a2 alfiere del bianco · b2 alfiere del bianco · e2 torre del bianco · g2 pedone del nero · h2 alfiere del nero · h1 donna del nero | h7 alfiere del nero · a6 re del bianco · a5 cavallo del nero · d5 pedone del nero · g5 donna del bianco · a4 pedone del nero · d4 cavallo del bianco · f4 pedone del nero · d3 re del nero · h3 pedone del nero · a2 alfiere del bianco · b2 alfiere del bianco · e2 torre del bianco · g2 pedone del nero · h2 alfiere del nero · h1 donna del nero | h7 alfiere del nero · a6 re del bianco · a5 cavallo del nero · d5 pedone del nero · g5 donna del bianco · a4 pedone del nero · d4 cavallo del bianco · f4 pedone del nero · d3 re del nero · h3 pedone del nero · a2 alfiere del bianco · b2 alfiere del bianco · e2 torre del bianco · g2 pedone del nero · h2 alfiere del nero · h1 donna del nero | h7 alfiere del nero · a6 re del bianco · a5 cavallo del nero · d5 pedone del nero · g5 donna del bianco · a4 pedone del nero · d4 cavallo del bianco · f4 pedone del nero · d3 re del nero · h3 pedone del nero · a2 alfiere del bianco · b2 alfiere del bianco · e2 torre del bianco · g2 pedone del nero · h2 alfiere del nero · h1 donna del nero | h7 alfiere del nero · a6 re del bianco · a5 cavallo del nero · d5 pedone del nero · g5 donna del bianco · a4 pedone del nero · d4 cavallo del bianco · f4 pedone del nero · d3 re del nero · h3 pedone del nero · a2 alfiere del bianco · b2 alfiere del bianco · e2 torre del bianco · g2 pedone del nero · h2 alfiere del nero · h1 donna del nero | h7 alfiere del nero · a6 re del bianco · a5 cavallo del nero · d5 pedone del nero · g5 donna del bianco · a4 pedone del nero · d4 cavallo del bianco · f4 pedone del nero · d3 re del nero · h3 pedone del nero · a2 alfiere del bianco · b2 alfiere del bianco · e2 torre del bianco · g2 pedone del nero · h2 alfiere del nero · h1 donna del nero | h7 alfiere del nero · a6 re del bianco · a5 cavallo del nero · d5 pedone del nero · g5 donna del bianco · a4 pedone del nero · d4 cavallo del bianco · f4 pedone del nero · d3 re del nero · h3 pedone del nero · a2 alfiere del bianco · b2 alfiere del bianco · e2 torre del bianco · g2 pedone del nero · h2 alfiere del nero · h1 donna del nero | 7 |
| 6 | h7 alfiere del nero · a6 re del bianco · a5 cavallo del nero · d5 pedone del nero · g5 donna del bianco · a4 pedone del nero · d4 cavallo del bianco · f4 pedone del nero · d3 re del nero · h3 pedone del nero · a2 alfiere del bianco · b2 alfiere del bianco · e2 torre del bianco · g2 pedone del nero · h2 alfiere del nero · h1 donna del nero | h7 alfiere del nero · a6 re del bianco · a5 cavallo del nero · d5 pedone del nero · g5 donna del bianco · a4 pedone del nero · d4 cavallo del bianco · f4 pedone del nero · d3 re del nero · h3 pedone del nero · a2 alfiere del bianco · b2 alfiere del bianco · e2 torre del bianco · g2 pedone del nero · h2 alfiere del nero · h1 donna del nero | h7 alfiere del nero · a6 re del bianco · a5 cavallo del nero · d5 pedone del nero · g5 donna del bianco · a4 pedone del nero · d4 cavallo del bianco · f4 pedone del nero · d3 re del nero · h3 pedone del nero · a2 alfiere del bianco · b2 alfiere del bianco · e2 torre del bianco · g2 pedone del nero · h2 alfiere del nero · h1 donna del nero | h7 alfiere del nero · a6 re del bianco · a5 cavallo del nero · d5 pedone del nero · g5 donna del bianco · a4 pedone del nero · d4 cavallo del bianco · f4 pedone del nero · d3 re del nero · h3 pedone del nero · a2 alfiere del bianco · b2 alfiere del bianco · e2 torre del bianco · g2 pedone del nero · h2 alfiere del nero · h1 donna del nero | h7 alfiere del nero · a6 re del bianco · a5 cavallo del nero · d5 pedone del nero · g5 donna del bianco · a4 pedone del nero · d4 cavallo del bianco · f4 pedone del nero · d3 re del nero · h3 pedone del nero · a2 alfiere del bianco · b2 alfiere del bianco · e2 torre del bianco · g2 pedone del nero · h2 alfiere del nero · h1 donna del nero | h7 alfiere del nero · a6 re del bianco · a5 cavallo del nero · d5 pedone del nero · g5 donna del bianco · a4 pedone del nero · d4 cavallo del bianco · f4 pedone del nero · d3 re del nero · h3 pedone del nero · a2 alfiere del bianco · b2 alfiere del bianco · e2 torre del bianco · g2 pedone del nero · h2 alfiere del nero · h1 donna del nero | h7 alfiere del nero · a6 re del bianco · a5 cavallo del nero · d5 pedone del nero · g5 donna del bianco · a4 pedone del nero · d4 cavallo del bianco · f4 pedone del nero · d3 re del nero · h3 pedone del nero · a2 alfiere del bianco · b2 alfiere del bianco · e2 torre del bianco · g2 pedone del nero · h2 alfiere del nero · h1 donna del nero | h7 alfiere del nero · a6 re del bianco · a5 cavallo del nero · d5 pedone del nero · g5 donna del bianco · a4 pedone del nero · d4 cavallo del bianco · f4 pedone del nero · d3 re del nero · h3 pedone del nero · a2 alfiere del bianco · b2 alfiere del bianco · e2 torre del bianco · g2 pedone del nero · h2 alfiere del nero · h1 donna del nero | 6 |
| 5 | h7 alfiere del nero · a6 re del bianco · a5 cavallo del nero · d5 pedone del nero · g5 donna del bianco · a4 pedone del nero · d4 cavallo del bianco · f4 pedone del nero · d3 re del nero · h3 pedone del nero · a2 alfiere del bianco · b2 alfiere del bianco · e2 torre del bianco · g2 pedone del nero · h2 alfiere del nero · h1 donna del nero | h7 alfiere del nero · a6 re del bianco · a5 cavallo del nero · d5 pedone del nero · g5 donna del bianco · a4 pedone del nero · d4 cavallo del bianco · f4 pedone del nero · d3 re del nero · h3 pedone del nero · a2 alfiere del bianco · b2 alfiere del bianco · e2 torre del bianco · g2 pedone del nero · h2 alfiere del nero · h1 donna del nero | h7 alfiere del nero · a6 re del bianco · a5 cavallo del nero · d5 pedone del nero · g5 donna del bianco · a4 pedone del nero · d4 cavallo del bianco · f4 pedone del nero · d3 re del nero · h3 pedone del nero · a2 alfiere del bianco · b2 alfiere del bianco · e2 torre del bianco · g2 pedone del nero · h2 alfiere del nero · h1 donna del nero | h7 alfiere del nero · a6 re del bianco · a5 cavallo del nero · d5 pedone del nero · g5 donna del bianco · a4 pedone del nero · d4 cavallo del bianco · f4 pedone del nero · d3 re del nero · h3 pedone del nero · a2 alfiere del bianco · b2 alfiere del bianco · e2 torre del bianco · g2 pedone del nero · h2 alfiere del nero · h1 donna del nero | h7 alfiere del nero · a6 re del bianco · a5 cavallo del nero · d5 pedone del nero · g5 donna del bianco · a4 pedone del nero · d4 cavallo del bianco · f4 pedone del nero · d3 re del nero · h3 pedone del nero · a2 alfiere del bianco · b2 alfiere del bianco · e2 torre del bianco · g2 pedone del nero · h2 alfiere del nero · h1 donna del nero | h7 alfiere del nero · a6 re del bianco · a5 cavallo del nero · d5 pedone del nero · g5 donna del bianco · a4 pedone del nero · d4 cavallo del bianco · f4 pedone del nero · d3 re del nero · h3 pedone del nero · a2 alfiere del bianco · b2 alfiere del bianco · e2 torre del bianco · g2 pedone del nero · h2 alfiere del nero · h1 donna del nero | h7 alfiere del nero · a6 re del bianco · a5 cavallo del nero · d5 pedone del nero · g5 donna del bianco · a4 pedone del nero · d4 cavallo del bianco · f4 pedone del nero · d3 re del nero · h3 pedone del nero · a2 alfiere del bianco · b2 alfiere del bianco · e2 torre del bianco · g2 pedone del nero · h2 alfiere del nero · h1 donna del nero | h7 alfiere del nero · a6 re del bianco · a5 cavallo del nero · d5 pedone del nero · g5 donna del bianco · a4 pedone del nero · d4 cavallo del bianco · f4 pedone del nero · d3 re del nero · h3 pedone del nero · a2 alfiere del bianco · b2 alfiere del bianco · e2 torre del bianco · g2 pedone del nero · h2 alfiere del nero · h1 donna del nero | 5 |
| 4 | h7 alfiere del nero · a6 re del bianco · a5 cavallo del nero · d5 pedone del nero · g5 donna del bianco · a4 pedone del nero · d4 cavallo del bianco · f4 pedone del nero · d3 re del nero · h3 pedone del nero · a2 alfiere del bianco · b2 alfiere del bianco · e2 torre del bianco · g2 pedone del nero · h2 alfiere del nero · h1 donna del nero | h7 alfiere del nero · a6 re del bianco · a5 cavallo del nero · d5 pedone del nero · g5 donna del bianco · a4 pedone del nero · d4 cavallo del bianco · f4 pedone del nero · d3 re del nero · h3 pedone del nero · a2 alfiere del bianco · b2 alfiere del bianco · e2 torre del bianco · g2 pedone del nero · h2 alfiere del nero · h1 donna del nero | h7 alfiere del nero · a6 re del bianco · a5 cavallo del nero · d5 pedone del nero · g5 donna del bianco · a4 pedone del nero · d4 cavallo del bianco · f4 pedone del nero · d3 re del nero · h3 pedone del nero · a2 alfiere del bianco · b2 alfiere del bianco · e2 torre del bianco · g2 pedone del nero · h2 alfiere del nero · h1 donna del nero | h7 alfiere del nero · a6 re del bianco · a5 cavallo del nero · d5 pedone del nero · g5 donna del bianco · a4 pedone del nero · d4 cavallo del bianco · f4 pedone del nero · d3 re del nero · h3 pedone del nero · a2 alfiere del bianco · b2 alfiere del bianco · e2 torre del bianco · g2 pedone del nero · h2 alfiere del nero · h1 donna del nero | h7 alfiere del nero · a6 re del bianco · a5 cavallo del nero · d5 pedone del nero · g5 donna del bianco · a4 pedone del nero · d4 cavallo del bianco · f4 pedone del nero · d3 re del nero · h3 pedone del nero · a2 alfiere del bianco · b2 alfiere del bianco · e2 torre del bianco · g2 pedone del nero · h2 alfiere del nero · h1 donna del nero | h7 alfiere del nero · a6 re del bianco · a5 cavallo del nero · d5 pedone del nero · g5 donna del bianco · a4 pedone del nero · d4 cavallo del bianco · f4 pedone del nero · d3 re del nero · h3 pedone del nero · a2 alfiere del bianco · b2 alfiere del bianco · e2 torre del bianco · g2 pedone del nero · h2 alfiere del nero · h1 donna del nero | h7 alfiere del nero · a6 re del bianco · a5 cavallo del nero · d5 pedone del nero · g5 donna del bianco · a4 pedone del nero · d4 cavallo del bianco · f4 pedone del nero · d3 re del nero · h3 pedone del nero · a2 alfiere del bianco · b2 alfiere del bianco · e2 torre del bianco · g2 pedone del nero · h2 alfiere del nero · h1 donna del nero | h7 alfiere del nero · a6 re del bianco · a5 cavallo del nero · d5 pedone del nero · g5 donna del bianco · a4 pedone del nero · d4 cavallo del bianco · f4 pedone del nero · d3 re del nero · h3 pedone del nero · a2 alfiere del bianco · b2 alfiere del bianco · e2 torre del bianco · g2 pedone del nero · h2 alfiere del nero · h1 donna del nero | 4 |
| 3 | h7 alfiere del nero · a6 re del bianco · a5 cavallo del nero · d5 pedone del nero · g5 donna del bianco · a4 pedone del nero · d4 cavallo del bianco · f4 pedone del nero · d3 re del nero · h3 pedone del nero · a2 alfiere del bianco · b2 alfiere del bianco · e2 torre del bianco · g2 pedone del nero · h2 alfiere del nero · h1 donna del nero | h7 alfiere del nero · a6 re del bianco · a5 cavallo del nero · d5 pedone del nero · g5 donna del bianco · a4 pedone del nero · d4 cavallo del bianco · f4 pedone del nero · d3 re del nero · h3 pedone del nero · a2 alfiere del bianco · b2 alfiere del bianco · e2 torre del bianco · g2 pedone del nero · h2 alfiere del nero · h1 donna del nero | h7 alfiere del nero · a6 re del bianco · a5 cavallo del nero · d5 pedone del nero · g5 donna del bianco · a4 pedone del nero · d4 cavallo del bianco · f4 pedone del nero · d3 re del nero · h3 pedone del nero · a2 alfiere del bianco · b2 alfiere del bianco · e2 torre del bianco · g2 pedone del nero · h2 alfiere del nero · h1 donna del nero | h7 alfiere del nero · a6 re del bianco · a5 cavallo del nero · d5 pedone del nero · g5 donna del bianco · a4 pedone del nero · d4 cavallo del bianco · f4 pedone del nero · d3 re del nero · h3 pedone del nero · a2 alfiere del bianco · b2 alfiere del bianco · e2 torre del bianco · g2 pedone del nero · h2 alfiere del nero · h1 donna del nero | h7 alfiere del nero · a6 re del bianco · a5 cavallo del nero · d5 pedone del nero · g5 donna del bianco · a4 pedone del nero · d4 cavallo del bianco · f4 pedone del nero · d3 re del nero · h3 pedone del nero · a2 alfiere del bianco · b2 alfiere del bianco · e2 torre del bianco · g2 pedone del nero · h2 alfiere del nero · h1 donna del nero | h7 alfiere del nero · a6 re del bianco · a5 cavallo del nero · d5 pedone del nero · g5 donna del bianco · a4 pedone del nero · d4 cavallo del bianco · f4 pedone del nero · d3 re del nero · h3 pedone del nero · a2 alfiere del bianco · b2 alfiere del bianco · e2 torre del bianco · g2 pedone del nero · h2 alfiere del nero · h1 donna del nero | h7 alfiere del nero · a6 re del bianco · a5 cavallo del nero · d5 pedone del nero · g5 donna del bianco · a4 pedone del nero · d4 cavallo del bianco · f4 pedone del nero · d3 re del nero · h3 pedone del nero · a2 alfiere del bianco · b2 alfiere del bianco · e2 torre del bianco · g2 pedone del nero · h2 alfiere del nero · h1 donna del nero | h7 alfiere del nero · a6 re del bianco · a5 cavallo del nero · d5 pedone del nero · g5 donna del bianco · a4 pedone del nero · d4 cavallo del bianco · f4 pedone del nero · d3 re del nero · h3 pedone del nero · a2 alfiere del bianco · b2 alfiere del bianco · e2 torre del bianco · g2 pedone del nero · h2 alfiere del nero · h1 donna del nero | 3 |
| 2 | h7 alfiere del nero · a6 re del bianco · a5 cavallo del nero · d5 pedone del nero · g5 donna del bianco · a4 pedone del nero · d4 cavallo del bianco · f4 pedone del nero · d3 re del nero · h3 pedone del nero · a2 alfiere del bianco · b2 alfiere del bianco · e2 torre del bianco · g2 pedone del nero · h2 alfiere del nero · h1 donna del nero | h7 alfiere del nero · a6 re del bianco · a5 cavallo del nero · d5 pedone del nero · g5 donna del bianco · a4 pedone del nero · d4 cavallo del bianco · f4 pedone del nero · d3 re del nero · h3 pedone del nero · a2 alfiere del bianco · b2 alfiere del bianco · e2 torre del bianco · g2 pedone del nero · h2 alfiere del nero · h1 donna del nero | h7 alfiere del nero · a6 re del bianco · a5 cavallo del nero · d5 pedone del nero · g5 donna del bianco · a4 pedone del nero · d4 cavallo del bianco · f4 pedone del nero · d3 re del nero · h3 pedone del nero · a2 alfiere del bianco · b2 alfiere del bianco · e2 torre del bianco · g2 pedone del nero · h2 alfiere del nero · h1 donna del nero | h7 alfiere del nero · a6 re del bianco · a5 cavallo del nero · d5 pedone del nero · g5 donna del bianco · a4 pedone del nero · d4 cavallo del bianco · f4 pedone del nero · d3 re del nero · h3 pedone del nero · a2 alfiere del bianco · b2 alfiere del bianco · e2 torre del bianco · g2 pedone del nero · h2 alfiere del nero · h1 donna del nero | h7 alfiere del nero · a6 re del bianco · a5 cavallo del nero · d5 pedone del nero · g5 donna del bianco · a4 pedone del nero · d4 cavallo del bianco · f4 pedone del nero · d3 re del nero · h3 pedone del nero · a2 alfiere del bianco · b2 alfiere del bianco · e2 torre del bianco · g2 pedone del nero · h2 alfiere del nero · h1 donna del nero | h7 alfiere del nero · a6 re del bianco · a5 cavallo del nero · d5 pedone del nero · g5 donna del bianco · a4 pedone del nero · d4 cavallo del bianco · f4 pedone del nero · d3 re del nero · h3 pedone del nero · a2 alfiere del bianco · b2 alfiere del bianco · e2 torre del bianco · g2 pedone del nero · h2 alfiere del nero · h1 donna del nero | h7 alfiere del nero · a6 re del bianco · a5 cavallo del nero · d5 pedone del nero · g5 donna del bianco · a4 pedone del nero · d4 cavallo del bianco · f4 pedone del nero · d3 re del nero · h3 pedone del nero · a2 alfiere del bianco · b2 alfiere del bianco · e2 torre del bianco · g2 pedone del nero · h2 alfiere del nero · h1 donna del nero | h7 alfiere del nero · a6 re del bianco · a5 cavallo del nero · d5 pedone del nero · g5 donna del bianco · a4 pedone del nero · d4 cavallo del bianco · f4 pedone del nero · d3 re del nero · h3 pedone del nero · a2 alfiere del bianco · b2 alfiere del bianco · e2 torre del bianco · g2 pedone del nero · h2 alfiere del nero · h1 donna del nero | 2 |
| 1 | h7 alfiere del nero · a6 re del bianco · a5 cavallo del nero · d5 pedone del nero · g5 donna del bianco · a4 pedone del nero · d4 cavallo del bianco · f4 pedone del nero · d3 re del nero · h3 pedone del nero · a2 alfiere del bianco · b2 alfiere del bianco · e2 torre del bianco · g2 pedone del nero · h2 alfiere del nero · h1 donna del nero | h7 alfiere del nero · a6 re del bianco · a5 cavallo del nero · d5 pedone del nero · g5 donna del bianco · a4 pedone del nero · d4 cavallo del bianco · f4 pedone del nero · d3 re del nero · h3 pedone del nero · a2 alfiere del bianco · b2 alfiere del bianco · e2 torre del bianco · g2 pedone del nero · h2 alfiere del nero · h1 donna del nero | h7 alfiere del nero · a6 re del bianco · a5 cavallo del nero · d5 pedone del nero · g5 donna del bianco · a4 pedone del nero · d4 cavallo del bianco · f4 pedone del nero · d3 re del nero · h3 pedone del nero · a2 alfiere del bianco · b2 alfiere del bianco · e2 torre del bianco · g2 pedone del nero · h2 alfiere del nero · h1 donna del nero | h7 alfiere del nero · a6 re del bianco · a5 cavallo del nero · d5 pedone del nero · g5 donna del bianco · a4 pedone del nero · d4 cavallo del bianco · f4 pedone del nero · d3 re del nero · h3 pedone del nero · a2 alfiere del bianco · b2 alfiere del bianco · e2 torre del bianco · g2 pedone del nero · h2 alfiere del nero · h1 donna del nero | h7 alfiere del nero · a6 re del bianco · a5 cavallo del nero · d5 pedone del nero · g5 donna del bianco · a4 pedone del nero · d4 cavallo del bianco · f4 pedone del nero · d3 re del nero · h3 pedone del nero · a2 alfiere del bianco · b2 alfiere del bianco · e2 torre del bianco · g2 pedone del nero · h2 alfiere del nero · h1 donna del nero | h7 alfiere del nero · a6 re del bianco · a5 cavallo del nero · d5 pedone del nero · g5 donna del bianco · a4 pedone del nero · d4 cavallo del bianco · f4 pedone del nero · d3 re del nero · h3 pedone del nero · a2 alfiere del bianco · b2 alfiere del bianco · e2 torre del bianco · g2 pedone del nero · h2 alfiere del nero · h1 donna del nero | h7 alfiere del nero · a6 re del bianco · a5 cavallo del nero · d5 pedone del nero · g5 donna del bianco · a4 pedone del nero · d4 cavallo del bianco · f4 pedone del nero · d3 re del nero · h3 pedone del nero · a2 alfiere del bianco · b2 alfiere del bianco · e2 torre del bianco · g2 pedone del nero · h2 alfiere del nero · h1 donna del nero | h7 alfiere del nero · a6 re del bianco · a5 cavallo del nero · d5 pedone del nero · g5 donna del bianco · a4 pedone del nero · d4 cavallo del bianco · f4 pedone del nero · d3 re del nero · h3 pedone del nero · a2 alfiere del bianco · b2 alfiere del bianco · e2 torre del bianco · g2 pedone del nero · h2 alfiere del nero · h1 donna del nero | 1 |
|   | a | b | c | d | e | f | g | h |   |

Soluzione:
1. Dh5 !  (minaccia 2. Df3#)
varianti principali:

1... g1=D  2. Td2+! Re3  3. De2#

1... g1=C  2. Rb5! Cf3  3. Dxh7#

1... g1=T  2. Td2+ ∼  3. De2#

1... g1=A  2. Td2+ Re3  3. De2#

1... Cb3   2. Df3+ Rc4  3. Dc3#

1... Ae4   2. Td2+ Re3  3. De2#

|   | a | b | c | d | e | f | g | h |   |
| 8 | c8 alfiere del bianco · b7 torre del bianco · a6 pedone del nero · b6 cavallo del bianco · d6 pedone del bianco · a5 re del nero · b5 pedone del nero · g5 torre del nero · c4 pedone del bianco · g4 pedone del nero · a3 pedone del bianco · b3 torre del bianco · a2 re del bianco · b2 pedone del bianco | c8 alfiere del bianco · b7 torre del bianco · a6 pedone del nero · b6 cavallo del bianco · d6 pedone del bianco · a5 re del nero · b5 pedone del nero · g5 torre del nero · c4 pedone del bianco · g4 pedone del nero · a3 pedone del bianco · b3 torre del bianco · a2 re del bianco · b2 pedone del bianco | c8 alfiere del bianco · b7 torre del bianco · a6 pedone del nero · b6 cavallo del bianco · d6 pedone del bianco · a5 re del nero · b5 pedone del nero · g5 torre del nero · c4 pedone del bianco · g4 pedone del nero · a3 pedone del bianco · b3 torre del bianco · a2 re del bianco · b2 pedone del bianco | c8 alfiere del bianco · b7 torre del bianco · a6 pedone del nero · b6 cavallo del bianco · d6 pedone del bianco · a5 re del nero · b5 pedone del nero · g5 torre del nero · c4 pedone del bianco · g4 pedone del nero · a3 pedone del bianco · b3 torre del bianco · a2 re del bianco · b2 pedone del bianco | c8 alfiere del bianco · b7 torre del bianco · a6 pedone del nero · b6 cavallo del bianco · d6 pedone del bianco · a5 re del nero · b5 pedone del nero · g5 torre del nero · c4 pedone del bianco · g4 pedone del nero · a3 pedone del bianco · b3 torre del bianco · a2 re del bianco · b2 pedone del bianco | c8 alfiere del bianco · b7 torre del bianco · a6 pedone del nero · b6 cavallo del bianco · d6 pedone del bianco · a5 re del nero · b5 pedone del nero · g5 torre del nero · c4 pedone del bianco · g4 pedone del nero · a3 pedone del bianco · b3 torre del bianco · a2 re del bianco · b2 pedone del bianco | c8 alfiere del bianco · b7 torre del bianco · a6 pedone del nero · b6 cavallo del bianco · d6 pedone del bianco · a5 re del nero · b5 pedone del nero · g5 torre del nero · c4 pedone del bianco · g4 pedone del nero · a3 pedone del bianco · b3 torre del bianco · a2 re del bianco · b2 pedone del bianco | c8 alfiere del bianco · b7 torre del bianco · a6 pedone del nero · b6 cavallo del bianco · d6 pedone del bianco · a5 re del nero · b5 pedone del nero · g5 torre del nero · c4 pedone del bianco · g4 pedone del nero · a3 pedone del bianco · b3 torre del bianco · a2 re del bianco · b2 pedone del bianco | 8 |
| 7 | c8 alfiere del bianco · b7 torre del bianco · a6 pedone del nero · b6 cavallo del bianco · d6 pedone del bianco · a5 re del nero · b5 pedone del nero · g5 torre del nero · c4 pedone del bianco · g4 pedone del nero · a3 pedone del bianco · b3 torre del bianco · a2 re del bianco · b2 pedone del bianco | c8 alfiere del bianco · b7 torre del bianco · a6 pedone del nero · b6 cavallo del bianco · d6 pedone del bianco · a5 re del nero · b5 pedone del nero · g5 torre del nero · c4 pedone del bianco · g4 pedone del nero · a3 pedone del bianco · b3 torre del bianco · a2 re del bianco · b2 pedone del bianco | c8 alfiere del bianco · b7 torre del bianco · a6 pedone del nero · b6 cavallo del bianco · d6 pedone del bianco · a5 re del nero · b5 pedone del nero · g5 torre del nero · c4 pedone del bianco · g4 pedone del nero · a3 pedone del bianco · b3 torre del bianco · a2 re del bianco · b2 pedone del bianco | c8 alfiere del bianco · b7 torre del bianco · a6 pedone del nero · b6 cavallo del bianco · d6 pedone del bianco · a5 re del nero · b5 pedone del nero · g5 torre del nero · c4 pedone del bianco · g4 pedone del nero · a3 pedone del bianco · b3 torre del bianco · a2 re del bianco · b2 pedone del bianco | c8 alfiere del bianco · b7 torre del bianco · a6 pedone del nero · b6 cavallo del bianco · d6 pedone del bianco · a5 re del nero · b5 pedone del nero · g5 torre del nero · c4 pedone del bianco · g4 pedone del nero · a3 pedone del bianco · b3 torre del bianco · a2 re del bianco · b2 pedone del bianco | c8 alfiere del bianco · b7 torre del bianco · a6 pedone del nero · b6 cavallo del bianco · d6 pedone del bianco · a5 re del nero · b5 pedone del nero · g5 torre del nero · c4 pedone del bianco · g4 pedone del nero · a3 pedone del bianco · b3 torre del bianco · a2 re del bianco · b2 pedone del bianco | c8 alfiere del bianco · b7 torre del bianco · a6 pedone del nero · b6 cavallo del bianco · d6 pedone del bianco · a5 re del nero · b5 pedone del nero · g5 torre del nero · c4 pedone del bianco · g4 pedone del nero · a3 pedone del bianco · b3 torre del bianco · a2 re del bianco · b2 pedone del bianco | c8 alfiere del bianco · b7 torre del bianco · a6 pedone del nero · b6 cavallo del bianco · d6 pedone del bianco · a5 re del nero · b5 pedone del nero · g5 torre del nero · c4 pedone del bianco · g4 pedone del nero · a3 pedone del bianco · b3 torre del bianco · a2 re del bianco · b2 pedone del bianco | 7 |
| 6 | c8 alfiere del bianco · b7 torre del bianco · a6 pedone del nero · b6 cavallo del bianco · d6 pedone del bianco · a5 re del nero · b5 pedone del nero · g5 torre del nero · c4 pedone del bianco · g4 pedone del nero · a3 pedone del bianco · b3 torre del bianco · a2 re del bianco · b2 pedone del bianco | c8 alfiere del bianco · b7 torre del bianco · a6 pedone del nero · b6 cavallo del bianco · d6 pedone del bianco · a5 re del nero · b5 pedone del nero · g5 torre del nero · c4 pedone del bianco · g4 pedone del nero · a3 pedone del bianco · b3 torre del bianco · a2 re del bianco · b2 pedone del bianco | c8 alfiere del bianco · b7 torre del bianco · a6 pedone del nero · b6 cavallo del bianco · d6 pedone del bianco · a5 re del nero · b5 pedone del nero · g5 torre del nero · c4 pedone del bianco · g4 pedone del nero · a3 pedone del bianco · b3 torre del bianco · a2 re del bianco · b2 pedone del bianco | c8 alfiere del bianco · b7 torre del bianco · a6 pedone del nero · b6 cavallo del bianco · d6 pedone del bianco · a5 re del nero · b5 pedone del nero · g5 torre del nero · c4 pedone del bianco · g4 pedone del nero · a3 pedone del bianco · b3 torre del bianco · a2 re del bianco · b2 pedone del bianco | c8 alfiere del bianco · b7 torre del bianco · a6 pedone del nero · b6 cavallo del bianco · d6 pedone del bianco · a5 re del nero · b5 pedone del nero · g5 torre del nero · c4 pedone del bianco · g4 pedone del nero · a3 pedone del bianco · b3 torre del bianco · a2 re del bianco · b2 pedone del bianco | c8 alfiere del bianco · b7 torre del bianco · a6 pedone del nero · b6 cavallo del bianco · d6 pedone del bianco · a5 re del nero · b5 pedone del nero · g5 torre del nero · c4 pedone del bianco · g4 pedone del nero · a3 pedone del bianco · b3 torre del bianco · a2 re del bianco · b2 pedone del bianco | c8 alfiere del bianco · b7 torre del bianco · a6 pedone del nero · b6 cavallo del bianco · d6 pedone del bianco · a5 re del nero · b5 pedone del nero · g5 torre del nero · c4 pedone del bianco · g4 pedone del nero · a3 pedone del bianco · b3 torre del bianco · a2 re del bianco · b2 pedone del bianco | c8 alfiere del bianco · b7 torre del bianco · a6 pedone del nero · b6 cavallo del bianco · d6 pedone del bianco · a5 re del nero · b5 pedone del nero · g5 torre del nero · c4 pedone del bianco · g4 pedone del nero · a3 pedone del bianco · b3 torre del bianco · a2 re del bianco · b2 pedone del bianco | 6 |
| 5 | c8 alfiere del bianco · b7 torre del bianco · a6 pedone del nero · b6 cavallo del bianco · d6 pedone del bianco · a5 re del nero · b5 pedone del nero · g5 torre del nero · c4 pedone del bianco · g4 pedone del nero · a3 pedone del bianco · b3 torre del bianco · a2 re del bianco · b2 pedone del bianco | c8 alfiere del bianco · b7 torre del bianco · a6 pedone del nero · b6 cavallo del bianco · d6 pedone del bianco · a5 re del nero · b5 pedone del nero · g5 torre del nero · c4 pedone del bianco · g4 pedone del nero · a3 pedone del bianco · b3 torre del bianco · a2 re del bianco · b2 pedone del bianco | c8 alfiere del bianco · b7 torre del bianco · a6 pedone del nero · b6 cavallo del bianco · d6 pedone del bianco · a5 re del nero · b5 pedone del nero · g5 torre del nero · c4 pedone del bianco · g4 pedone del nero · a3 pedone del bianco · b3 torre del bianco · a2 re del bianco · b2 pedone del bianco | c8 alfiere del bianco · b7 torre del bianco · a6 pedone del nero · b6 cavallo del bianco · d6 pedone del bianco · a5 re del nero · b5 pedone del nero · g5 torre del nero · c4 pedone del bianco · g4 pedone del nero · a3 pedone del bianco · b3 torre del bianco · a2 re del bianco · b2 pedone del bianco | c8 alfiere del bianco · b7 torre del bianco · a6 pedone del nero · b6 cavallo del bianco · d6 pedone del bianco · a5 re del nero · b5 pedone del nero · g5 torre del nero · c4 pedone del bianco · g4 pedone del nero · a3 pedone del bianco · b3 torre del bianco · a2 re del bianco · b2 pedone del bianco | c8 alfiere del bianco · b7 torre del bianco · a6 pedone del nero · b6 cavallo del bianco · d6 pedone del bianco · a5 re del nero · b5 pedone del nero · g5 torre del nero · c4 pedone del bianco · g4 pedone del nero · a3 pedone del bianco · b3 torre del bianco · a2 re del bianco · b2 pedone del bianco | c8 alfiere del bianco · b7 torre del bianco · a6 pedone del nero · b6 cavallo del bianco · d6 pedone del bianco · a5 re del nero · b5 pedone del nero · g5 torre del nero · c4 pedone del bianco · g4 pedone del nero · a3 pedone del bianco · b3 torre del bianco · a2 re del bianco · b2 pedone del bianco | c8 alfiere del bianco · b7 torre del bianco · a6 pedone del nero · b6 cavallo del bianco · d6 pedone del bianco · a5 re del nero · b5 pedone del nero · g5 torre del nero · c4 pedone del bianco · g4 pedone del nero · a3 pedone del bianco · b3 torre del bianco · a2 re del bianco · b2 pedone del bianco | 5 |
| 4 | c8 alfiere del bianco · b7 torre del bianco · a6 pedone del nero · b6 cavallo del bianco · d6 pedone del bianco · a5 re del nero · b5 pedone del nero · g5 torre del nero · c4 pedone del bianco · g4 pedone del nero · a3 pedone del bianco · b3 torre del bianco · a2 re del bianco · b2 pedone del bianco | c8 alfiere del bianco · b7 torre del bianco · a6 pedone del nero · b6 cavallo del bianco · d6 pedone del bianco · a5 re del nero · b5 pedone del nero · g5 torre del nero · c4 pedone del bianco · g4 pedone del nero · a3 pedone del bianco · b3 torre del bianco · a2 re del bianco · b2 pedone del bianco | c8 alfiere del bianco · b7 torre del bianco · a6 pedone del nero · b6 cavallo del bianco · d6 pedone del bianco · a5 re del nero · b5 pedone del nero · g5 torre del nero · c4 pedone del bianco · g4 pedone del nero · a3 pedone del bianco · b3 torre del bianco · a2 re del bianco · b2 pedone del bianco | c8 alfiere del bianco · b7 torre del bianco · a6 pedone del nero · b6 cavallo del bianco · d6 pedone del bianco · a5 re del nero · b5 pedone del nero · g5 torre del nero · c4 pedone del bianco · g4 pedone del nero · a3 pedone del bianco · b3 torre del bianco · a2 re del bianco · b2 pedone del bianco | c8 alfiere del bianco · b7 torre del bianco · a6 pedone del nero · b6 cavallo del bianco · d6 pedone del bianco · a5 re del nero · b5 pedone del nero · g5 torre del nero · c4 pedone del bianco · g4 pedone del nero · a3 pedone del bianco · b3 torre del bianco · a2 re del bianco · b2 pedone del bianco | c8 alfiere del bianco · b7 torre del bianco · a6 pedone del nero · b6 cavallo del bianco · d6 pedone del bianco · a5 re del nero · b5 pedone del nero · g5 torre del nero · c4 pedone del bianco · g4 pedone del nero · a3 pedone del bianco · b3 torre del bianco · a2 re del bianco · b2 pedone del bianco | c8 alfiere del bianco · b7 torre del bianco · a6 pedone del nero · b6 cavallo del bianco · d6 pedone del bianco · a5 re del nero · b5 pedone del nero · g5 torre del nero · c4 pedone del bianco · g4 pedone del nero · a3 pedone del bianco · b3 torre del bianco · a2 re del bianco · b2 pedone del bianco | c8 alfiere del bianco · b7 torre del bianco · a6 pedone del nero · b6 cavallo del bianco · d6 pedone del bianco · a5 re del nero · b5 pedone del nero · g5 torre del nero · c4 pedone del bianco · g4 pedone del nero · a3 pedone del bianco · b3 torre del bianco · a2 re del bianco · b2 pedone del bianco | 4 |
| 3 | c8 alfiere del bianco · b7 torre del bianco · a6 pedone del nero · b6 cavallo del bianco · d6 pedone del bianco · a5 re del nero · b5 pedone del nero · g5 torre del nero · c4 pedone del bianco · g4 pedone del nero · a3 pedone del bianco · b3 torre del bianco · a2 re del bianco · b2 pedone del bianco | c8 alfiere del bianco · b7 torre del bianco · a6 pedone del nero · b6 cavallo del bianco · d6 pedone del bianco · a5 re del nero · b5 pedone del nero · g5 torre del nero · c4 pedone del bianco · g4 pedone del nero · a3 pedone del bianco · b3 torre del bianco · a2 re del bianco · b2 pedone del bianco | c8 alfiere del bianco · b7 torre del bianco · a6 pedone del nero · b6 cavallo del bianco · d6 pedone del bianco · a5 re del nero · b5 pedone del nero · g5 torre del nero · c4 pedone del bianco · g4 pedone del nero · a3 pedone del bianco · b3 torre del bianco · a2 re del bianco · b2 pedone del bianco | c8 alfiere del bianco · b7 torre del bianco · a6 pedone del nero · b6 cavallo del bianco · d6 pedone del bianco · a5 re del nero · b5 pedone del nero · g5 torre del nero · c4 pedone del bianco · g4 pedone del nero · a3 pedone del bianco · b3 torre del bianco · a2 re del bianco · b2 pedone del bianco | c8 alfiere del bianco · b7 torre del bianco · a6 pedone del nero · b6 cavallo del bianco · d6 pedone del bianco · a5 re del nero · b5 pedone del nero · g5 torre del nero · c4 pedone del bianco · g4 pedone del nero · a3 pedone del bianco · b3 torre del bianco · a2 re del bianco · b2 pedone del bianco | c8 alfiere del bianco · b7 torre del bianco · a6 pedone del nero · b6 cavallo del bianco · d6 pedone del bianco · a5 re del nero · b5 pedone del nero · g5 torre del nero · c4 pedone del bianco · g4 pedone del nero · a3 pedone del bianco · b3 torre del bianco · a2 re del bianco · b2 pedone del bianco | c8 alfiere del bianco · b7 torre del bianco · a6 pedone del nero · b6 cavallo del bianco · d6 pedone del bianco · a5 re del nero · b5 pedone del nero · g5 torre del nero · c4 pedone del bianco · g4 pedone del nero · a3 pedone del bianco · b3 torre del bianco · a2 re del bianco · b2 pedone del bianco | c8 alfiere del bianco · b7 torre del bianco · a6 pedone del nero · b6 cavallo del bianco · d6 pedone del bianco · a5 re del nero · b5 pedone del nero · g5 torre del nero · c4 pedone del bianco · g4 pedone del nero · a3 pedone del bianco · b3 torre del bianco · a2 re del bianco · b2 pedone del bianco | 3 |
| 2 | c8 alfiere del bianco · b7 torre del bianco · a6 pedone del nero · b6 cavallo del bianco · d6 pedone del bianco · a5 re del nero · b5 pedone del nero · g5 torre del nero · c4 pedone del bianco · g4 pedone del nero · a3 pedone del bianco · b3 torre del bianco · a2 re del bianco · b2 pedone del bianco | c8 alfiere del bianco · b7 torre del bianco · a6 pedone del nero · b6 cavallo del bianco · d6 pedone del bianco · a5 re del nero · b5 pedone del nero · g5 torre del nero · c4 pedone del bianco · g4 pedone del nero · a3 pedone del bianco · b3 torre del bianco · a2 re del bianco · b2 pedone del bianco | c8 alfiere del bianco · b7 torre del bianco · a6 pedone del nero · b6 cavallo del bianco · d6 pedone del bianco · a5 re del nero · b5 pedone del nero · g5 torre del nero · c4 pedone del bianco · g4 pedone del nero · a3 pedone del bianco · b3 torre del bianco · a2 re del bianco · b2 pedone del bianco | c8 alfiere del bianco · b7 torre del bianco · a6 pedone del nero · b6 cavallo del bianco · d6 pedone del bianco · a5 re del nero · b5 pedone del nero · g5 torre del nero · c4 pedone del bianco · g4 pedone del nero · a3 pedone del bianco · b3 torre del bianco · a2 re del bianco · b2 pedone del bianco | c8 alfiere del bianco · b7 torre del bianco · a6 pedone del nero · b6 cavallo del bianco · d6 pedone del bianco · a5 re del nero · b5 pedone del nero · g5 torre del nero · c4 pedone del bianco · g4 pedone del nero · a3 pedone del bianco · b3 torre del bianco · a2 re del bianco · b2 pedone del bianco | c8 alfiere del bianco · b7 torre del bianco · a6 pedone del nero · b6 cavallo del bianco · d6 pedone del bianco · a5 re del nero · b5 pedone del nero · g5 torre del nero · c4 pedone del bianco · g4 pedone del nero · a3 pedone del bianco · b3 torre del bianco · a2 re del bianco · b2 pedone del bianco | c8 alfiere del bianco · b7 torre del bianco · a6 pedone del nero · b6 cavallo del bianco · d6 pedone del bianco · a5 re del nero · b5 pedone del nero · g5 torre del nero · c4 pedone del bianco · g4 pedone del nero · a3 pedone del bianco · b3 torre del bianco · a2 re del bianco · b2 pedone del bianco | c8 alfiere del bianco · b7 torre del bianco · a6 pedone del nero · b6 cavallo del bianco · d6 pedone del bianco · a5 re del nero · b5 pedone del nero · g5 torre del nero · c4 pedone del bianco · g4 pedone del nero · a3 pedone del bianco · b3 torre del bianco · a2 re del bianco · b2 pedone del bianco | 2 |
| 1 | c8 alfiere del bianco · b7 torre del bianco · a6 pedone del nero · b6 cavallo del bianco · d6 pedone del bianco · a5 re del nero · b5 pedone del nero · g5 torre del nero · c4 pedone del bianco · g4 pedone del nero · a3 pedone del bianco · b3 torre del bianco · a2 re del bianco · b2 pedone del bianco | c8 alfiere del bianco · b7 torre del bianco · a6 pedone del nero · b6 cavallo del bianco · d6 pedone del bianco · a5 re del nero · b5 pedone del nero · g5 torre del nero · c4 pedone del bianco · g4 pedone del nero · a3 pedone del bianco · b3 torre del bianco · a2 re del bianco · b2 pedone del bianco | c8 alfiere del bianco · b7 torre del bianco · a6 pedone del nero · b6 cavallo del bianco · d6 pedone del bianco · a5 re del nero · b5 pedone del nero · g5 torre del nero · c4 pedone del bianco · g4 pedone del nero · a3 pedone del bianco · b3 torre del bianco · a2 re del bianco · b2 pedone del bianco | c8 alfiere del bianco · b7 torre del bianco · a6 pedone del nero · b6 cavallo del bianco · d6 pedone del bianco · a5 re del nero · b5 pedone del nero · g5 torre del nero · c4 pedone del bianco · g4 pedone del nero · a3 pedone del bianco · b3 torre del bianco · a2 re del bianco · b2 pedone del bianco | c8 alfiere del bianco · b7 torre del bianco · a6 pedone del nero · b6 cavallo del bianco · d6 pedone del bianco · a5 re del nero · b5 pedone del nero · g5 torre del nero · c4 pedone del bianco · g4 pedone del nero · a3 pedone del bianco · b3 torre del bianco · a2 re del bianco · b2 pedone del bianco | c8 alfiere del bianco · b7 torre del bianco · a6 pedone del nero · b6 cavallo del bianco · d6 pedone del bianco · a5 re del nero · b5 pedone del nero · g5 torre del nero · c4 pedone del bianco · g4 pedone del nero · a3 pedone del bianco · b3 torre del bianco · a2 re del bianco · b2 pedone del bianco | c8 alfiere del bianco · b7 torre del bianco · a6 pedone del nero · b6 cavallo del bianco · d6 pedone del bianco · a5 re del nero · b5 pedone del nero · g5 torre del nero · c4 pedone del bianco · g4 pedone del nero · a3 pedone del bianco · b3 torre del bianco · a2 re del bianco · b2 pedone del bianco | c8 alfiere del bianco · b7 torre del bianco · a6 pedone del nero · b6 cavallo del bianco · d6 pedone del bianco · a5 re del nero · b5 pedone del nero · g5 torre del nero · c4 pedone del bianco · g4 pedone del nero · a3 pedone del bianco · b3 torre del bianco · a2 re del bianco · b2 pedone del bianco | 1 |
|   | a | b | c | d | e | f | g | h |   |

Soluzione:
1. Tb8 !  zugzwang

1... g3  2. Txg3! Txg3  3. b4#

      (2... b4/bxc4  3. Txg5#)

1... bxc4  2. Cxc4 Ra4  3. Tb4#

1... Rc5  2. Ta8! Txc8  3. Txb5#

1... Td5  2. Td3 b4  3. Txe5#

1... Te5  2. Te3 b4  3. Txe5#

1... Tf5  2. Tf3 b4/bxc4  3. Txf5#

1... Tg7  2. Txb5+ axb5   3. b4#